# Carl Ferdinand Rasmussen

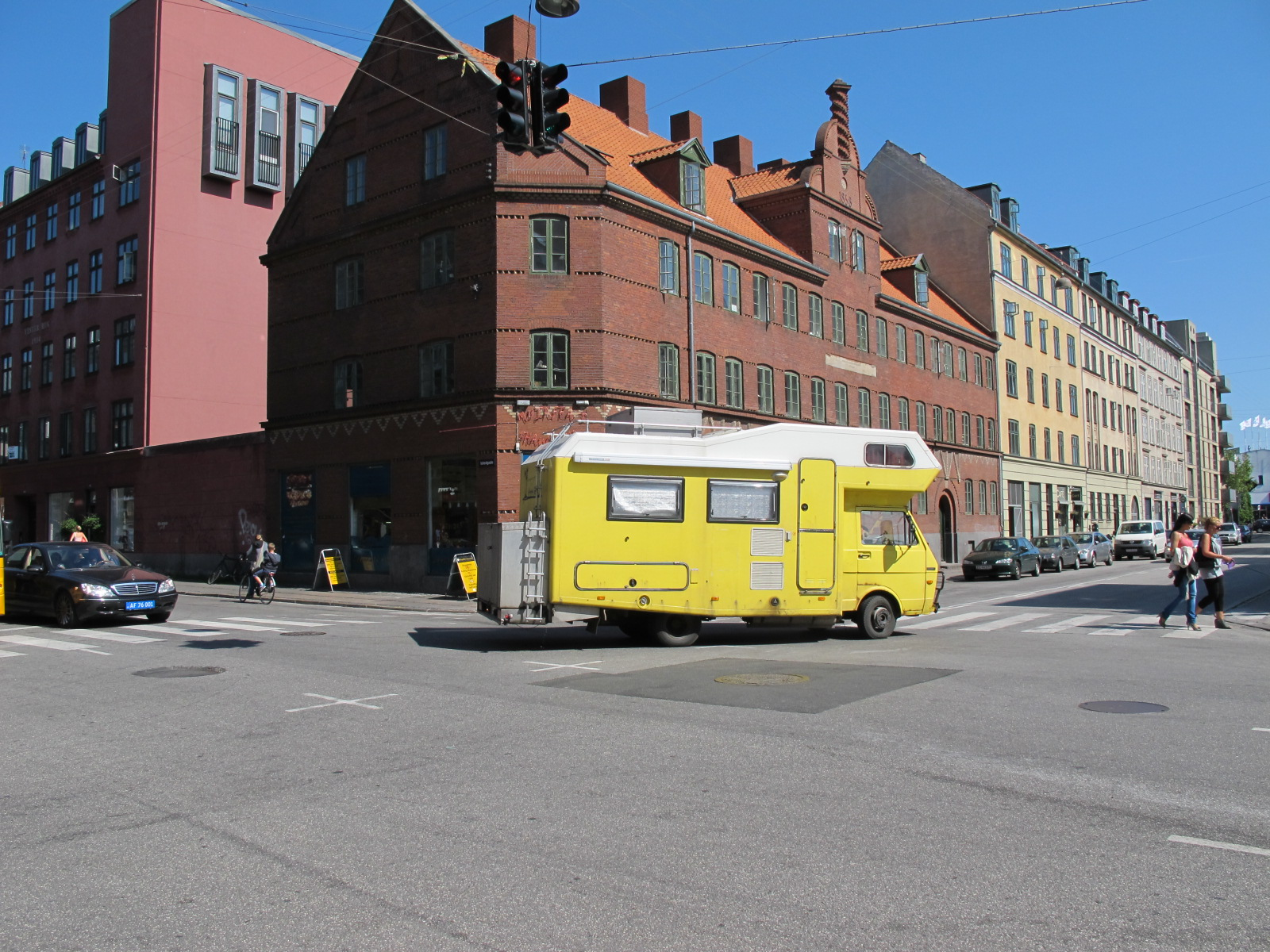
Skomagerstiftelsen, Gasværksvej

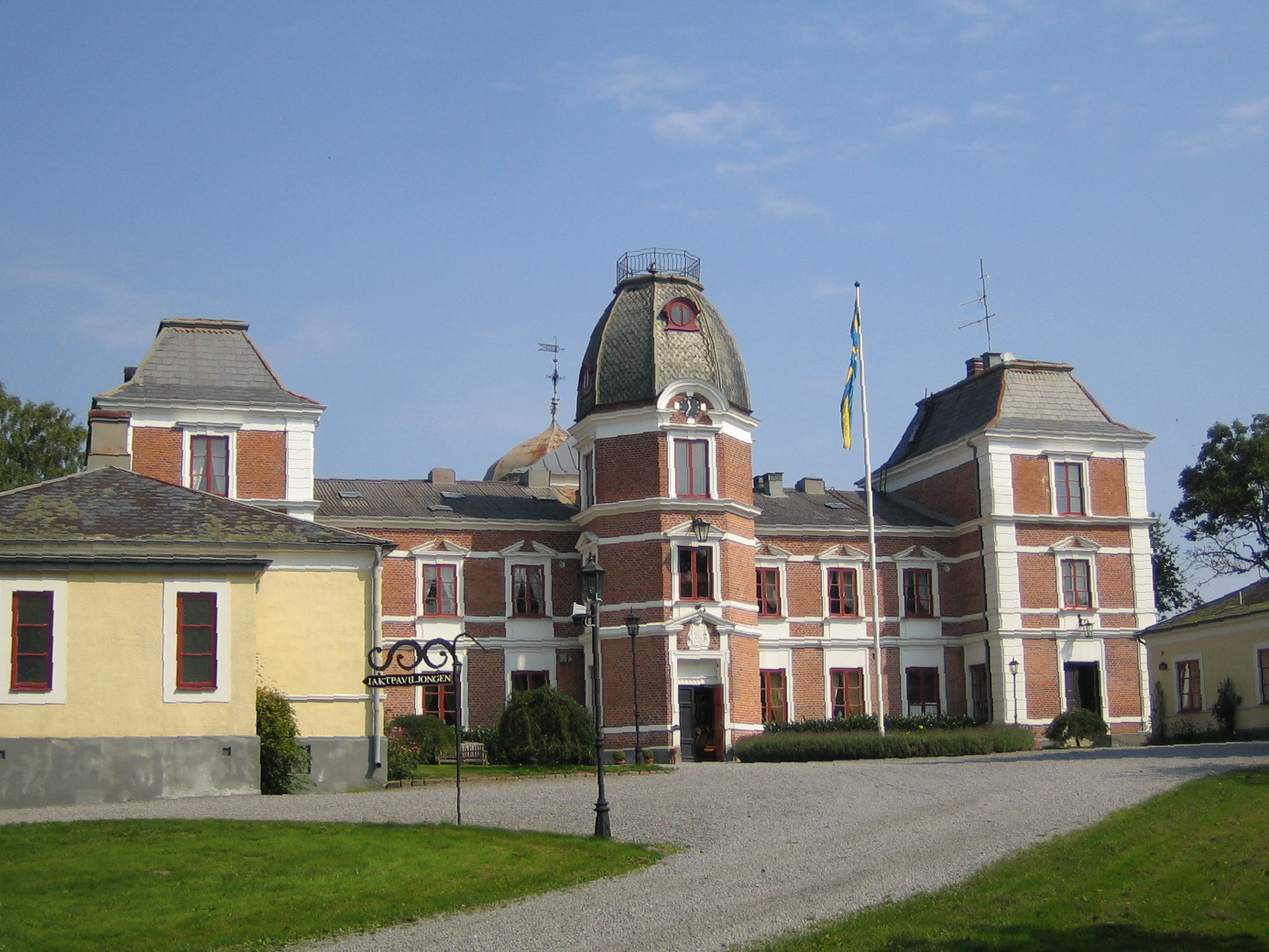
Snogeholm

Carl Ferdinand Rasmussen, född 15 juni 1831 i Köpenhamn, död 6 april 1903, var en dansk arkitekt.
Carl Ferdinand Rasmussen var först verksam som snickare och studerade samtidigt på Kunstakademiet i Köpenhamn. Han arbetade sedan ett par år hos Michael Gottlieb Bindesbøll och vann 1854 den Danska Akademiens stora silvermedalj. Åren 1857-58 genomförde han en längre studieresa till Frankrike och Italien.
Rasmussen ritade inte särskilt många hus i Danmark men hade han en betydande verksamhet i södra Sverige. Vid Industriutställningen i Malmö 1896 fick han silvermedalj för uppfinnandet av en målarfärg för våta väggar. 
Han var son till skomakaren, senare uppbördsmästaren Peter Christian Rasmussen och Ane Kristine, född Møller, och gifte sig 1860 med Thora Emilie Oldenstadt 1832-71 och 1874 med sin kusin Mine Augusta Rasmussen (född 1840), dotter till skomakarmästaren Niels Rasmussen och Johanne Margrethe, född Mouritzen.

## Verk i urval
Listan är ej fullständig. Han har bland annat ritat flera herrgårdar som saknas i listan.
- 1872-74 - Flera byggnader för Ronneby brunn
- 1873-74 - Waisenhusets nya byggnad i Köpenhamn, Danmark
- 1878 - Landstatshuset i Malmö (länsstyrelsens gamla byggnad på Adelgatan)
- 1878-79 - Hotell Kramer, Malmö
- 1879-81 - Snogeholms slott för greve Piper
- 1882 - Ett större gravstensmonument till Caroli kyrka, Malmö. Insatta blev en stående stor gravsten som legat i gamla kyrkan som revs 1879 och på baksidan Malmös störste borgare Frans Suell och hans hustrus gravstenar som varit inmurade på utsidan av kyrkväggens norra sida. Det blev gjutet i betong av danska firman Bönnelyche & Thuröe. Monumentet är borttaget sedan 1920-30-talet och gravstenarna återigen inmurade i den numera avsakraliserade kyrkans vägg.